# Saison 11 de Big Brother (Royaume-Uni)
Pour les articles homonymes, voir Big Brother (homonymie).
Chronologie
saison 10 saison 12
Big Brother 2010, également connu sous le nom de Big Brother 11, est la onzième série de la série de télé-réalité britannique Big Brother, et la dernière série de l'émission diffusée par Channel 4. L'émission suivait vingt-et-un candidats, appelés "colocataires", qui étaient isolés du monde extérieur pendant une longue période dans une maison construite sur mesure. Chaque semaine, un ou plusieurs des colocataires étaient expulsés par un vote du public. La dernière colocataire restante, Josie Gibson, a été déclarée gagnante, remportant un prix en espèces de 100 000 livres sterling et une place de colocataire dans Ultimate Big Brother, une édition All Star de Big Brother qui a débuté immédiatement après la fin de Big Brother 2010.
Elle a été lancée le 9 juin 2010 et s'est achevée le 24 août 2010. Elle a duré 77 jours, soit la durée la plus courte depuis la cinquième série en 2004. Davina McCall est revenue en tant que présentatrice pour la onzième et dernière fois. Quatorze colocataires ont fait leur entrée le soir du lancement, et sept autres ont été introduits au cours des semaines suivantes. La série a été suivie par une moyenne de 3 millions de téléspectateurs.
À la suite de la décision de Channel 4 en 2009 de ne pas renouveler son contrat avec Endemol pour la diffusion de la série, Channel 5 a acheté les droits de Big Brother au Royaume-Uni, où elle a été diffusée à partir du 18 août 2011, Big Brother a de nouveau été supprimée le 5 novembre 2018.

## Production

### Auditions
Les auditions ouvertes pour la série ont eu lieu à Manchester les 15 et 16 janvier 2010, à Dublin le 19 janvier 2010, à Cardiff le 23 janvier 2010, à Glasgow le 30 janvier 2010 et à Londres les 6 et 7 février 2010.

### Pré-séries
Le 10 mai, le site Celebrity Big Brother 7 a été remplacé par un mini-site Big Brother 11 mis à jour avec 23 images de la nouvelle bande-annonce de Big Brother 11. La bande-annonce a été diffusée sur Channel 4 lors de l'émission The Million Pound Drop Live, le 24 mai. La bande-annonce met en scène 30 anciens colocataires des 10 dernières séries de Big Brother qui assistent aux funérailles du président de la salle du journal, avec le narrateur de l'émission, Marcus Bentley, dans le rôle du prêtre.
Le 14 mai, il a été annoncé sur le mini-site de Big Brother qu'Emma Willis rejoindrait le présentateur actuel de Big Brother's Little Brother, George Lamb, en tant que co-présentateur de la série. Le 17 mai, des bumper montrant les fleurs qui tombent ont commencé à être diffusés sur Channel 4. Pour célébrer la dernière série de Big Brother, Davina McCall a présenté une émission spéciale, Big Brother's Big Awards Show, au cours de laquelle le public britannique a décerné des récompenses à des colocataires mémorables de la série précédente. Cette émission spéciale a été diffusée sur E4 le 22 mai. Une autre émission, Big Brother Exposed : The Inside Story, a été diffusée le 28 mai sur E4, présentant aux téléspectateurs les moments forts des dix dernières séries. Le 21 mai, Channel 4 a dévoilé le logo de l'œil à thème floral pour la série Big Brother de cet été.

### Logo œil
Le logo, composé de centaines de fleurs aux couleurs vives, est un hommage aux onze séries qui se sont succédé depuis ses débuts en 2000.

### Séquence de titre
Les titres avaient pour thème le carnaval et comprenaient des rouages qui tournaient, un gramophone qui explosait avec des pétales de fleurs, un mannequin de ventriloque et une horloge Big Brother qui tournait et qui sonnait 11. Les titres comportaient également des messages en coupe, épelant "Welcome" "To The" "Mad House" (Bienvenue dans la maison des fous).

### Format
Le thème de cette série était le carnaval. Comme toujours, les colocataires sont entrés dans la maison sans aucun contact avec le monde extérieur. Chaque semaine, les colocataires participaient à une tâche obligatoire qui déterminait la somme d'argent qui leur était allouée pour leurs achats ; s'ils réussissaient, ils recevaient un budget de luxe et s'ils échouaient, ils recevaient un budget de base. Chaque semaine, les colocataires désignaient deux colocataires à expulser. Dans le cadre d'un nouveau rebondissement révélé le 6e jour, les colocataires désignés ont pu échapper aux nominations grâce à un défi hebdomadaire "Sauver et remplacer". Le gagnant du défi "Sauver et remplacer" est exempté des nominations, mais il doit se remplacer par un autre colocataire de son choix en vue de l'expultion. Ce rebondissement des nominations, qui avait lieu chaque semaine, est similaire au "Power of Veto" de la version américaine de Big Brother.

#### Format d'expulsion
Le format de l'expulsion a connu un certain nombre de changements. Au début d'une émission d'expultion, un résumé des événements de la semaine - avec les titres des journaux - était montré aux téléspectateurs. Cette série a vu le retour de McCall annonçant l'expulsion depuis l'extérieur de la maison, les colocataires entendant les applaudissements, les huées et les chants du public. Occasionnellement, si plus de deux colocataires sont expulsés, McCall annonce quel(s) candidat(s) sera(ont) sauvé(s), mais cela n'a été fait qu'une poignée de fois (semaines 1, 2 et 7), trois colocataires sont expulsés dans les semaines 3, 5 et 8, et quatre dans la semaine 9, où aucune annonce n'est faite sur qui est sauvé, Lors de la semaine 10, huit colocataires ont été soumis au vote du public, ce qui a conduit à la première quadruple expulsion de l'histoire. Sur les quatre fois où McCall s'est adressée à la maison, elle a annoncé qu'un candidat était en sécurité, puis elle a annoncé l'expulsé qui devait partir immédiatement. John James a reçu le plus grand nombre de votes d'expultion, suivi par Corin, Sam et Steve, mais ils ont quitté la maison dans l'ordre suivant : Steve, Corin, Sam et John James.
Un autre changement dans le format de leur expulsion a été de montrer les meilleurs moments de leur vie avant l'interview plutôt qu'à la fin comme dans toutes les autres séries - bien que la série Celebrity précédente ait adopté ce format. La formule du panel utilisée l'année précédente pour les entretiens d'expultion n'a pas été reprise, mais McCall a interviewé l'évincé en tête-à-tête. En outre, les expulsés ont pu voir les messages d'adieu que les colocataires avaient enregistrés pour eux en cas de départ, comme dans la version américaine de l'émission. Le nouveau format d'expultion a été maintenu pour Ultimate Big Brother, à la seule différence que toutes les interviews ont été réalisées en dehors du studio.

## Caractéristiques

### L'arbre de la tentation
Dans la salle de bain se trouvait une commode créée à partir de l'arbre de la tentation qui était présent dans la série des célébrités de 2010. L'Arbre de la Tentation donnait aux colocataires des tâches secrètes pour obtenir des récompenses pour eux-mêmes ou pour d'autres colocataires. La première tâche a eu lieu le premier jour, lorsque Mario a effectué sa "tâche impossible". Voici la liste de toutes les tâches effectuées au cours de la série :
| Jour | Bénéficiaire                   | Tâche | Récompense | Résultat | Notes | Source |
| ---- | ------------------------------ | --- | --- | -------- | --- | ------ |
| 1    | Mario                          | Écrire de faux messages du monde extérieur sur un ballon de plage et prétendre qu'il a été jeté dans le jardin depuis l'autre côté du mur                                                                | Plus de chances de réussir sa "tâche impossible"                                                                                       | Réussite | | [ 8 ]  |
| 2    | Mario                          | Jeter les légumes, les fruits et le pain des colocataires dans le bain à remous. | Plus de chances de réussir sa "tâche impossible"                                                                                       | Réussite | [ 9 ] |        |
| 3    | Mario                          | Détruire les cigarette de quelqu'un | Plus de chances de réussir sa "tâche impossible"                                                                                       | Réussite | [ 10 ] |        |
| 4    | Mario                          | Installer une oreillette sur sa tenue et écouter les ordres de Tree pendant la journée (les tâches comprenaient la tricherie à un quiz et la destruction de rafraîchissements et de nourriture de fête). | Plus de chances de réussir sa "tâche impossible"                                                                                       | Réussite | , |        |
| 9    | Corin                          | Dire à chaque colocataire un mensonge scandaleux différent à son sujet. | La valise d'un colocataire. Corin a choisi celle de Rachael.                                                                           | Réussite | Bien qu'elle ait dit à chaque colocataire un mensonge différent, l'Arbre n'était pas satisfait que ses mensonges soient assez scandaleux, et Corin a été forcée de dire un mensonge de plus à n'importe quel colocataire. Elle a dit à Sunshine qu'elle n'avait pas eu ses règles et qu'elle était peut-être enceinte, et a réussi sa mission. | [ 13 ] |
| 13   | Shabby                         | Pour rester à portée de main de Ben, faites-lui 20 compliments et serrez-le dans vos bras pendant une minute.                                                                                            | Un dîner avec la colocataire de son choix. Shabby a choisi Caoimhe.                                                                    | Réussite | Bien que Shabby ait réussi la tâche, elle en a parlé à Caoimhe qui, en guise de punition, a été enfermée dans la petite salle de travail, entourée de photos de Ben et de Shabby, et a dû écouter en boucle les conversations de Ben et de Shabby.                                                                                             | [ 14 ] |
| 22   | Ben                            | Organiser un bras de fer impromptu entre tous les colocataires et battre au moins une des filles. | Le contenu des valises de chacun. | Échec    | Le 24e jour, Ben a dû improviser un numéro de stand-up en direct sur Channel 4, devant la foule des candidats à l'expulsion. De plus, le 25e jour, il a passé une mauvaise journée à cause de l'Arbre de la tentation. |        |
| 32   | John James                     | Dire à chacun de ses colocataires un mensonge scandaleux et stupéfiant sur l'Australie. | Une conversation sur Skype avec ses amis et sa famille.                                                                                | Réussite | John James n'a pas accompli la tâche comme prévu, il a dit quelques faibles mensonges. Cependant, l'Arbre de la Tentation a pris en compte le fait que "John est muet", et lui a dit qu'il avait réussi. | [ 15 ] |
| 38   | Tous les colocataires sauf Ben | Se déguiser et agir comme Ben pendant 24 heures. | La valise de Ben. | Réussite | |        |
| 47   | Andrew                         | Créer 24 minutes de chaos dans la maison, à la manière de Jack Bauer dans 24, grâce à des instructions données par l'arbre via une oreillette.                                                           | Trois jeunes femmes en bikini ont servi à Andrew des huîtres, des chocolats, des fraises et du champagne tout en jouant de la musique. | Réussite | | [ 16 ] |
| 55   | Dave                           | Faire bailler au moins cinq autres colocataires. | Un message de sa fille. | Échec    | Dave a entendu le message de sa fille, mais lu par l'Arbre de la Tentation, à l'envers. | [ 17 ] |
| 58   | JJ and Josie                   | Voler 5 accessoires aux autres colocataires. | Doublement du budget shopping de la semaine et visionnage de la vidéo "Consider Yourself" des colocataires.                            | Réussite | La tâche devait à l'origine être confiée à JJ, qui jouait le rôle du renard pour la tâche de la semaine sur le thème de Dickens, mais Josie est entrée pendant que l'Arbre lui parlait et a donc été nommée partenaire de JJ. | [ 18 ] |
| 63   | Sam                            | Frotter du fromage bleu sous ses aisselles et faire croire qu'il s'agit de sa propre odeur corporelle.                                                                                                   | La lettre de la fille de Dave qu'il n'a pas réussi à gagner le jour 55.                                                                | Réussite | Comme personne ne faisait de commentaires sur l'odeur de fromage, Sam a coupé de l'ail et s'en est frotté tout le corps. L'Arbre de la Tentation a félicité Sam pour sa rapidité d'esprit et lui a dit qu'il le considérait comme un apprenti.                                                                                                 | [ 19 ] |
| 74   | Andrew                         | Dire "oui" à tout ce que les colocataires lui demandaient de faire ou lui posaient des questions sur lui-même.                                                                                           | Une journée parfaite avec petit-déjeuner au lit, relooking, coupe de cheveux et fête pour tous les colocataires.                       | Réussite | L'Arbre de la Tentation a informé les autres colocataires, un par un, de cette tâche afin qu'ils puissent s'amuser à manipuler Andrew. | [ 20 ] |

### Bob Righter
Bob Righter est une machine à dire la bonne aventure qui fournissait aux colocataires des informations (souvent énigmatiques) sur les tâches et les événements à venir. Il est ainsi nommé car il s'agit d'une anagramme de "Big Brother".
| Jour | Bénéficiaire           | Information | Notes | Source |
| ---- | ---------------------- | --- | --- | ------ |
| 10   | Corin                  | Les yeux de Bob Righter brillent d'une lumière magique, le lendemain s'annonce radieux pour Corin. | Corin a reçu un "bon jour" de Big Brother après avoir été choisi par Rachael lors de son entretien d'éviction. |        |
| 17   | Josie                  | Les yeux de Bob Righter sont pleins de feu, demain pour Josie, le désir de son cœur. | Josie a reçu un "bon jour" de Big Brother après avoir été choisie par Govan lors de son entretien d'éviction. |        |
| 24   | Ben                    | Le défi du stand up de Ben est arrivé à son terme, Dommage pour lui, il a révélé l'ami de Bob Righter. Demain, Ben aura une révélation et ressentira la colère de l'Arbre de la Tentation. | Comme Ben a échoué à une tâche de l'Arbre de la tentation, il a reçu une "mauvaise journée" de la part de Big Brother. |        |
| 38   | Tous les collocataires | Mon amie à plumes écoute tout ce qui se dit, elle parle depuis le réveil jusqu'à l'heure du coucher. Mais entre les croassements, les sifflements et les gazouillis, quels mots de mes colocataires mon oiseau répète-t-il ? Si vous pensez que c'est vous, mettez une pièce dans ma fente, vous gagnerez un prix si vous avez raison et rien si vous n'avez pas raison. | La première information est arrivée dans la matinée du jour de l'éviction. Bob a conduit les colocataires chez Davina McCaw pour commencer une tâche dans laquelle ils devaient se rappeler qui avait dit les phrases répétées par le perroquet. Les dernières informations pour cette tâche ont été données aux colocataires, avec une récompense, s'ils avaient correctement identifié qui avait dit chaque phrase. Mario a reçu de l'huile de massage, Josie du chocolat, Rachel des bonbons, Corin du maquillage et du vernis à ongles, Steve des Coco-pops, Ben une copie des titres de journaux des dernières semaines et Dave une photo de sa femme. |        |
| 38   | Mario                  | Bravo Mario, voici un cadeau pour ton travail. Un flacon d'huile de massage sensuelle. | La première information est arrivée dans la matinée du jour de l'éviction. Bob a conduit les colocataires chez Davina McCaw pour commencer une tâche dans laquelle ils devaient se rappeler qui avait dit les phrases répétées par le perroquet. Les dernières informations pour cette tâche ont été données aux colocataires, avec une récompense, s'ils avaient correctement identifié qui avait dit chaque phrase. Mario a reçu de l'huile de massage, Josie du chocolat, Rachel des bonbons, Corin du maquillage et du vernis à ongles, Steve des Coco-pops, Ben une copie des titres de journaux des dernières semaines et Dave une photo de sa femme. | [ 21 ] |
| 38   | Josie                  | Bravo Josie, ce n'était pas un choc. Voici une barre après l'autre de votre chocolat préféré. | La première information est arrivée dans la matinée du jour de l'éviction. Bob a conduit les colocataires chez Davina McCaw pour commencer une tâche dans laquelle ils devaient se rappeler qui avait dit les phrases répétées par le perroquet. Les dernières informations pour cette tâche ont été données aux colocataires, avec une récompense, s'ils avaient correctement identifié qui avait dit chaque phrase. Mario a reçu de l'huile de massage, Josie du chocolat, Rachel des bonbons, Corin du maquillage et du vernis à ongles, Steve des Coco-pops, Ben une copie des titres de journaux des dernières semaines et Dave une photo de sa femme. | [ 21 ] |
| 38   | Rachel                 | Bravo Rachel, voici ton cadeau, Bob pense que tu vas trouver ça très mignon. | La première information est arrivée dans la matinée du jour de l'éviction. Bob a conduit les colocataires chez Davina McCaw pour commencer une tâche dans laquelle ils devaient se rappeler qui avait dit les phrases répétées par le perroquet. Les dernières informations pour cette tâche ont été données aux colocataires, avec une récompense, s'ils avaient correctement identifié qui avait dit chaque phrase. Mario a reçu de l'huile de massage, Josie du chocolat, Rachel des bonbons, Corin du maquillage et du vernis à ongles, Steve des Coco-pops, Ben une copie des titres de journaux des dernières semaines et Dave une photo de sa femme. | [ 21 ] |
| 38   | Corin                  | Bravo Corin, tu es tout simplement la meilleure, chouchoute-toi pour de bon et fais-toi plaisir. | La première information est arrivée dans la matinée du jour de l'éviction. Bob a conduit les colocataires chez Davina McCaw pour commencer une tâche dans laquelle ils devaient se rappeler qui avait dit les phrases répétées par le perroquet. Les dernières informations pour cette tâche ont été données aux colocataires, avec une récompense, s'ils avaient correctement identifié qui avait dit chaque phrase. Mario a reçu de l'huile de massage, Josie du chocolat, Rachel des bonbons, Corin du maquillage et du vernis à ongles, Steve des Coco-pops, Ben une copie des titres de journaux des dernières semaines et Dave une photo de sa femme. | [ 21 ] |
| 38   | Steve                  | Bravo Steve, tu as atteint ton objectif, voici quelque chose de savoureux pour votre petit-déjeuner. | La première information est arrivée dans la matinée du jour de l'éviction. Bob a conduit les colocataires chez Davina McCaw pour commencer une tâche dans laquelle ils devaient se rappeler qui avait dit les phrases répétées par le perroquet. Les dernières informations pour cette tâche ont été données aux colocataires, avec une récompense, s'ils avaient correctement identifié qui avait dit chaque phrase. Mario a reçu de l'huile de massage, Josie du chocolat, Rachel des bonbons, Corin du maquillage et du vernis à ongles, Steve des Coco-pops, Ben une copie des titres de journaux des dernières semaines et Dave une photo de sa femme. | [ 21 ] |
| 38   | Ben                    | Bien joué Ben, voici une nouvelle pour toi, lisez-la à haute voix au reste de votre équipage. | La première information est arrivée dans la matinée du jour de l'éviction. Bob a conduit les colocataires chez Davina McCaw pour commencer une tâche dans laquelle ils devaient se rappeler qui avait dit les phrases répétées par le perroquet. Les dernières informations pour cette tâche ont été données aux colocataires, avec une récompense, s'ils avaient correctement identifié qui avait dit chaque phrase. Mario a reçu de l'huile de massage, Josie du chocolat, Rachel des bonbons, Corin du maquillage et du vernis à ongles, Steve des Coco-pops, Ben une copie des titres de journaux des dernières semaines et Dave une photo de sa femme. | [ 21 ] |
| 38   | Dave                   | Bien joué Dave, bravo ! Un petit cadeau pour toi, une belle photo. | La première information est arrivée dans la matinée du jour de l'éviction. Bob a conduit les colocataires chez Davina McCaw pour commencer une tâche dans laquelle ils devaient se rappeler qui avait dit les phrases répétées par le perroquet. Les dernières informations pour cette tâche ont été données aux colocataires, avec une récompense, s'ils avaient correctement identifié qui avait dit chaque phrase. Mario a reçu de l'huile de massage, Josie du chocolat, Rachel des bonbons, Corin du maquillage et du vernis à ongles, Steve des Coco-pops, Ben une copie des titres de journaux des dernières semaines et Dave une photo de sa femme. | [ 21 ] |
| 38   | Tous les collocataires | Bob a une friandise à offrir pour dissiper la morosité ambiante ; Ben doit se rendre directement dans la salle du journal. | La deuxième information de la journée est arrivée après l'élimination. Elle demandait à Ben de se rendre dans la salle du journal pour y prendre un repas et écouter de la musique. Il s'agissait d'une distraction pour que les autres colocataires puissent commencer une tâche de l'Arbre de la Tentation. |        |
| 70   | Tous les collocataires | Cela fait 70 jours que je vous observe de près, de Sam à Steve, de John James à Josie. J'ai observé chaque mouvement, chaque tâche et chaque éviction ; Maintenant, j'ai utilisé toutes ces connaissances pour faire une prédiction. Je me suis servi de toutes ces connaissances pour faire une prédiction qui annonce des événements futurs qui vous concernent tous ; pour réussir cette épreuve, vous ne devez pas la laisser se réaliser. Pour déjouer ma prédiction, je vous propose de changer vos habitudes, de la beauté à la laideur, de la politesse à l'obscénité. Vous devez adapter votre comportement, agir différemment et de manière étrange, car si vous échouez dans cette tâche, tout ce que vous obtiendrez, c'est un petit changement. Vous êtes devenu tellement prévisible que vous êtes coincé dans vos habitudes, ça ne va pas être facile, mais je vous souhaite bonne chance ! N'oubliez pas, Bob Righter vous surveille. | Cette information a marqué le début de la tâche de magasinage de la semaine 10 et a été livrée dans la matinée du 70e jour, après que les membres de la maison aient visionné une vidéo de Bob Righter qui s'était animé pendant la nuit. Pendant qu'il était vivant, Bob a conspiré avec Davina McCall et l'Arbre de la Tentation, puis a fait une liste de 15 prédictions sur les colocataires. Pour réussir l'épreuve des courses, les colocataires devaient empêcher au moins 8 de ces prédictions de se réaliser, ce qu'ils n'ont pas réussi à faire.                                                                                                  |        |

## La maison
Les premières photos aériennes de la Maison ont été publiées par le magazine Daily Star dès la mi-mai. Le 5 juin, des photos de l'intérieur de la maison ont été publiées. Les pièces dévoilées sont l'entrée, le salon, la cuisine, la chambre à coucher, la salle de bain et le jardin.
La dernière maison de Big Brother était la plus luxueuse et la plus ouverte. La maison était principalement entourée de murs avec des motifs floraux sur le verre, comme dans la saison 7. L'entrée avait pour thème le paradis, mais avait été réorganisée en un seul escalier au lieu des deux précédents. La salle du journal était placée sur le côté droit. En entrant dans le salon, il y avait un grand canapé rouge sur le thème du rouge et du noir. Contrairement à l'effet moderne de la cuisine et de la salle de bains, les lits de la chambre à coucher étaient ornés d'un dessin de Salvador Dalí. Le jardin a conservé le thème du carnaval, avec un carrousel. Un refuge a également été construit pour que les colocataires puissent se détendre et discuter, ainsi qu'une mini-piscine et un bain à remous. Le jour 70, la maison a été évacuée vers un lieu temporaire en raison d'une grave inondation dans le salon et la chambre à coucher. Les colocataires sont revenus plus tard et ont dû se contenter de la salle de travail pour vivre.

## Collocataires

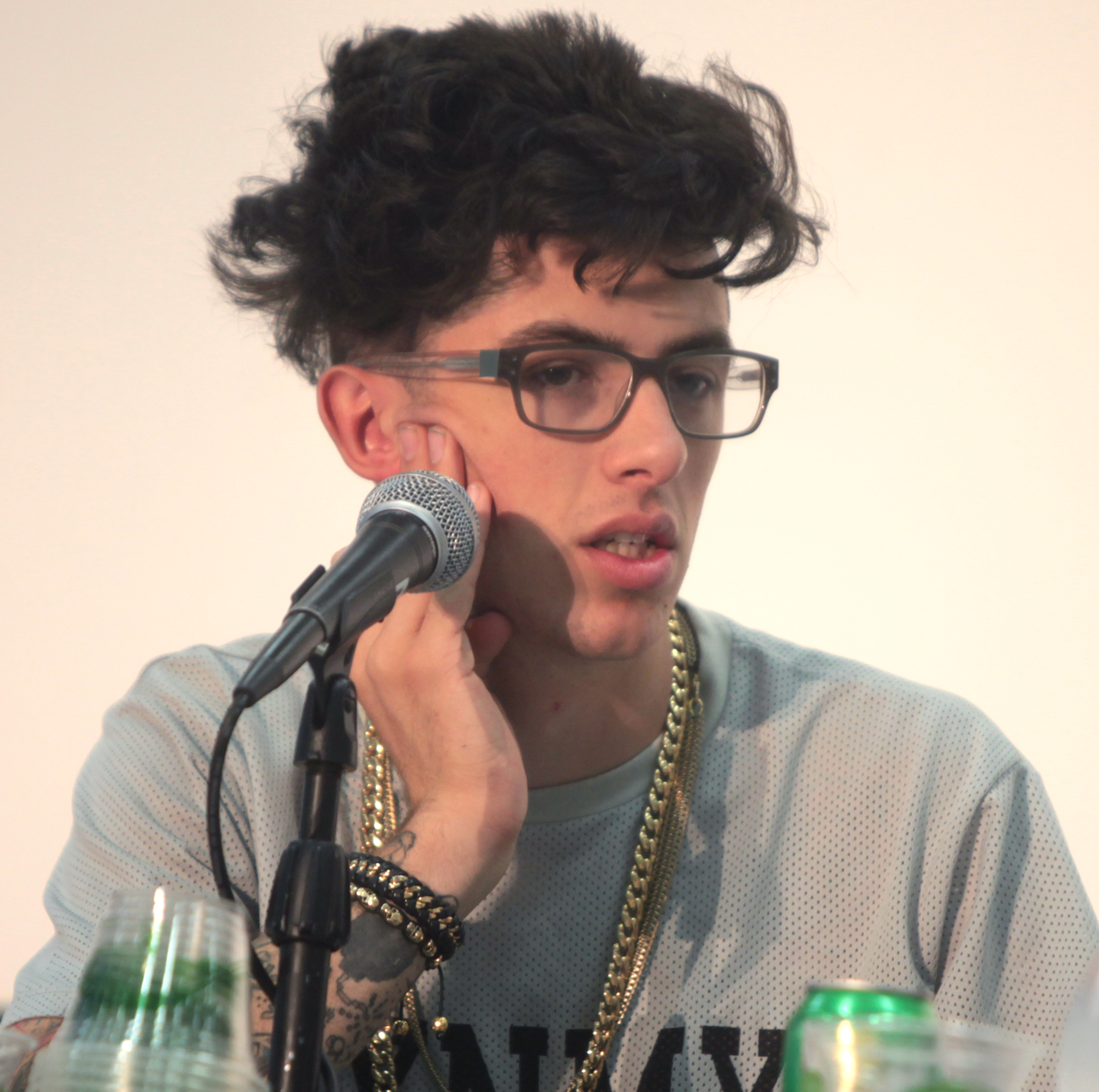
Sam Pepper

Le premier jour, quatre-vingt-un candidats se sont présentés à l'entrée de la maison, dont soixante-dix-neuf avaient été révélés avant le début de la série. Seuls quatorze candidats ont été sélectionnés pour entrer dans la maison. Les treize premiers ont été sélectionnés par Big Brother, et le quatorzième (Mario) a été choisi par tirage au sort. Trois nouveaux colocataires (Andrew, Keeley et Rachel), dont l'identité a été révélée sur le site Internet de Channel 4 le 30e jour, sont arrivés dans la maison à bord d'un vaisseau spatial lors de l'émission d'éviction du 31e jour. Le 45ème jour, trois autres nouveaux colocataires (JJ, Jo et Laura) ont été sélectionnés par les colocataires actuels parmi un choix de six. Ces six personnes faisaient partie de celles qui n'avaient pas été choisies pour entrer dans la maison le 1er jour. Après le départ de Laura, Sam, qui était l'un des trois non sélectionnés le jour 45, est entré dans la maison le jour 52 dans le cadre de la tâche "Ignorer l'évidence".
| Nom                  | Âge à l'arrivée | Ville natale             | Jour d'arrivée | Jour de départ | Résultat       | Source |
| -------------------- | --------------- | ------------------------ | -------------- | -------------- | -------------- | ------ |
| Josie Gibson         | 25              | Bristol                  | 1              | 77             | Gagnante       | [ 24 ] |
| Dave Vaughan         | 39              | Pontypool                | 1              | 77             | Deuxième place | [ 24 ] |
| Mario Mugan          | 28              | Essex                    | 1              | 77             | 3ème place     | [ 24 ] |
| JJ Bird              | 23              | Londres                  | 45             | 77             | 4ème place     | [ 24 ] |
| Andrew Edmonds       | 19              | Wimborne Minster, Dorset | 31             | 77             | 5éme place     | [ 24 ] |
| John James Parton    | 24              | Melbourne, Australie     | 1              | 73             | Éliminé        | [ 24 ] |
| Sam Pepper           | 21              | Kent                     | 52             | 73             | Éliminé        | [ 24 ] |
| Corin Forshaw        | 29              | Stockport                | 1              | 73             | Éliminé        | [ 24 ] |
| Steve Gill           | 41              | Leicester                | 1              | 73             | Éliminé        | [ 24 ] |
| Jo Butler            | 41              | Luton                    | 45             | 66             | Éliminé        | [ 24 ] |
| Rachel Ifon          | 29              | Liverpool                | 31             | 59             | Éliminé        | [ 24 ] |
| Ben Duncan           | 27              | Londres                  | 1              | 52             | Éliminé        | [ 24 ] |
| Laura McAdam         | 20              | Stratford-upon-Avon      | 45             | 50             | Abandon        | [ 24 ] |
| Keeley Johnson       | 30              | Manchester               | 31             | 45             | Blessée        | [ 24 ] |
| Caoimhe Guilfoyle    | 22              | Dublin                   | 1              | 42             | Abandon        | [ 24 ] |
| Ife Kuku             | 25              | Milton Keynes            | 1              | 38             | Éliminé        | [ 24 ] |
| Nathan Dunn          | 26              | Bingley, West Yorkshire  | 1              | 31             | Éliminé        | [ 24 ] |
| Shabby Katchadourian | 24              | Londres                  | 1              | 27             | Abandon        | [ 24 ] |
| Sunshine Martyn      | 24              | Peterborough             | 1              | 24             | Éliminé        | [ 24 ] |
| Govan Hinds          | 21              | Leicester                | 1              | 17             | Éliminé        | [ 24 ] |
| Rachael White        | 23              | Nottingham               | 1              | 10             | Éliminé        | [ 24 ] |

## Résumé hebdomadaire
| Semaine | Actions        | Notes |
| ------- | -------------- | --- |
| 1       | Entrées        | Le premier jour, Ben, Caoimhe, Corin, Dave, Govan, Ife, John James, Josie, Mario, Nathan, Rachael, Shabby, Steve et Sunshine sont entrés dans la maison. |
| 1       | Rebondissement | En entrant dans la maison, Mario s'est vu confier une "tâche impossible" par Big Brother, qui l'a obligé à porter une tenue de taupe avec une pancarte disant "JE SUIS UNE TAUPE". Big Brother a ensuite annoncé aux colocataires qu'une taupe vivait dans la maison avec eux. Si la majorité des membres de la maison le soupçonnait d'être une taupe, il serait immédiatement expulsé de la maison. Les colocataires ont tous deviné à tort que Mario était la taupe, et il est resté dans la maison en tant que colocataire officiel. |
| 1       | Tâches         | - Le deuxième jour, les colocataires se sont vus confier leur première tâche de magasinage. Tous les colocataires, à l'exception de Sunshine, ont pris un repas à une table suspendue à quarante mètres dans les airs. Sunshine a ensuite dû représenter cinq titres des journaux de la veille sur un bloc-notes géant dans le jardin. Pour chaque bonne réponse, les colocataires de la table à manger recevaient 100 livres sterling pour le budget shopping de la semaine suivante. Les colocataires ont deviné deux bonnes réponses et ont gagné 200 livres sterling pour les courses. - Le troisième jour, les colocataires devaient mettre le plus de vêtements possible en 4 minutes. Les colocataires ont reçu tous les vêtements qu'ils portaient. Tout vêtement supplémentaire est confisqué. - Le septième jour, les participants ont dû tester trois nouveaux jeux télévisés destinés à remplacer Big Brother sur Channel 4. Les colocataires ont gagné 200 livres sterling supplémentaires pour leur budget shopping. - Le 10e jour, les colocataires ont gagné un barbecue spécial Coupe du monde après que sept d'entre eux aient soufflé dans des vuvuzelas sans interruption pendant 90 minutes. |
| 1       | Nominations    | Le jour 6, les colocataires ont été nommés pour la première fois. Dave, Shabby et Sunshine ont reçu le plus grand nombre de nominations et ont été désignés pour l'éviction. |
| 1       | Sauvetage      | Le sixième jour, les colocataires ont appris que cette saison, tous les candidats participeraient à une compétition pour éviter d'être expulsés. Dave, Shabby et Sunshine ont participé à la compétition "Hickory Dickory Dock". Dave a gagné la compétition et s'est sauvé de l'expulsion. On lui a alors dit qu'il devait se remplacer par un autre membre de la maison. Il a choisi de nommer Rachael, ce qui signifie que Rachael, Shabby et Sunshine ont dû faire face au vote du public. |
| 1       | Sorties        | Le dixième jour, Rachael a été expulsée de la maison, après avoir reçu 37,5 % des votes du public. |
| 2       | Tâches         | Le 15e jour, les colocataires ont reçu leur deuxième tâche de magasinage, à laquelle les colocataires ont participé à l'envers. Après avoir défait un puzzle de clés, ils ont dû trouver comment le reconstituer dans un délai imparti. Les colocataires ont réussi leur épreuve de shopping. |
| 2       | Punitions      | En raison d'une violation persistante des règles, les colocataires ont été contraints de vivre avec des rations de base jusqu'à nouvel ordre. |
| 2       | Nominations    | Le 13ème jour, les colocataires ont été nommés pour la deuxième fois. Ben, Dave, Govan et Shabby ont reçu le plus grand nombre de nominations et ont été désignés pour l'éviction. |
| 2       | Sauvetage      | Le 13e jour, Ben, Dave, Govan et Shabby se sont affrontés dans l'épreuve de la "glissade en scooter" pour déterminer qui se sauverait de l'éviction. Shabby a gagné la compétition et s'est sauvée de l'éviction. Elle a ensuite désigné Mario pour prendre sa place, ce qui signifie que Ben, Dave, Govan et Mario ont été confrontés au vote du public. |
| 2       | Sorties        | Le 17ème jour, Govan a été expulsé de la maison, recevant 72% des votes du public pour l'expulser. |
| 3       | Tâches         | - Le 18e jour, les colocataires ont participé à un concours de tirs au but contre les colocataires de la maison allemande de Big Brother. Les colocataires ont remporté l'épreuve et ont gagné la possibilité d'assister au match Angleterre-Allemagne lors de la première phase à élimination directe de la Coupe du monde. - Le 19ème jour, les colocataires ont dû parler à travers des marionnettes d'eux-mêmes pendant un certain temps pour gagner une fête d'anniversaire pour Steve. Ils ont réussi cette tâche et ont gagné une fête d'anniversaire pour Steve. - Les colocataires ont célébré la journée internationale de la blague pour la tâche de magasinage de cette semaine. Ils ont dû affronter plusieurs stéréotypes, dont une blonde idiote, un Anglais, un Irlandais et un Écossais. Les colocataires ont réussi leur épreuve de shopping. |
| 3       | Nominations    | Le jour 20, les colocataires ont été nommés pour la troisième fois. Dave, Shabby et Sunshine ont reçu le plus grand nombre de nominations et ont été désignés pour l'éviction. |
| 3       | Sauvetage      | Le 20e jour, Dave, Shabby et Sunshine ont participé à l'épreuve "Votre visage à la télé" pour déterminer qui se sauverait de l'éviction. Dave a remporté la compétition et s'est sauvé de l'éviction. Il a ensuite nommé Caoimhe pour prendre sa place, ce qui signifie que Caoimhe, Shabby et Sunshine ont dû faire face au vote du public. |
| 3       | Sorties        | Le 24ème jour, Sunshine a été expulsé de la maison, recevant 42% des votes du public pour l'expulsion. |
| 4       | Tâches         | - Le 26e jour, les colocataires ont participé à une épreuve de basket-ball en fauteuil roulant. L'équipe gagnante, composée de Corin, Ife, John James, Nathan et Steve, a remporté une fête. - Les colocataires ont reçu leur quatrième tâche de magasinage, dans laquelle Big BroBot a pris le contrôle de la maison de Big Brother. Les colocataires ont dû accomplir une série de tâches Homme contre Machine contre Titan. Tout colocataire ayant perdu une tâche a été transformé en robot. Les colocataires qui restaient humains à la fin de la tâche devaient jouer contre "Bigger Brother" dans un jeu similaire à Robot Wars. Les colocataires n'ont pas réussi à faire leurs courses. |
| 4       | Nominations    | Le 27ème jour, les colocataires ont été nommés pour la quatrième fois. Caoimhe et John James ont reçu le plus grand nombre de nominations et ont été désignés pour l'éviction. |
| 4       | Sauvetage      | Le 27ème jour, Caoimhe et John James ont participé à l'épreuve "Rester à la télé" pour déterminer qui se sauverait de l'éviction. Caoimhe a remporté la compétition et s'est sauvée de l'éviction. Elle a ensuite désigné Nathan pour prendre sa place, ce qui signifie que John James et Nathan ont été confrontés au vote du public. |
| 4       | Sorties        | - Le 27ème jour, Shabby a quitté la maison. - Le 31e jour, Nathan est expulsé de la maison, après avoir reçu 89 % des votes du public. |
| 5       | Entrées        | Le 31e jour, Andrew, Keeley et Rachel sont entrés dans la maison. |
| 5       | Tâches         | Les colocataires se sont vus confier leur cinquième mission de courses hebdomadaires. Les colocataires masculins ont été kidnappés par le Uber Cougar et ont dû vivre dans le repaire du Uber Cougar. Les colocataires féminines sont devenues des super-héroïnes et ont dû accomplir des tâches pour libérer les colocataires masculins. Les colocataires ont réussi leur mission de shopping. |
| 5       | Nominations    | Les candidats sont nommés pour la cinquième fois. Caoimhe, Corin et Ife ont reçu le plus grand nombre de nominations et ont été désignés pour l'éviction. Andrew, Keeley et Rachel ont été exemptés du processus de nomination parce qu'ils sont nouveaux dans la maison. |
| 5       | Sauvetage      | Caoimhe, Corin et Ife ont participé au "Duel de Paintball" pour déterminer qui se sauverait de l'éviction. Caoimhe a remporté la compétition et s'est sauvée de l'éviction. Elle a ensuite désigné Mario pour prendre sa place, ce qui signifie que Corin, Ife et Mario ont été soumis au vote du public. |
| 5       | Sorties        | Le 38ème jour, Ife a été expulsé de la maison, recevant 56,5% des votes du public pour l'expulsion. |
| 6       | Tâches         | Les colocataires se sont vus confier leur sixième tâche de courses hebdomadaires. Les colocataires ont rejoint le Glee club de "BB High". Ils ont dû auditionner pour des rôles dans leur propre version de "Don't Stop Believin'". Ils ont tourné un clip vidéo avec l'aide de Pineapple Dance Studios. Andrew et Corin ont également été chargés de chanter "(I've Had) The Time of My Life" devant la foule de l'éviction. Les colocataires ont réussi leur mission de shopping. |
| 6       | Punitions      | En raison de la discussion sur les nominations, Caoimhe a été interdite de nomination cette semaine. |
| 6       | Nominations    | Lors du 41ème jour, les colocataires ont été nommés pour la sixième fois. Caoimhe et Rachel ont reçu le plus grand nombre de nominations et ont été nommées. Cependant, Caoimhe a quitté la maison le lendemain, ce qui signifie que le prochain candidat ayant reçu le plus grand nombre de nominations serait nommé. Corin et Keeley ont tous deux reçu le deuxième plus grand nombre de nominations et ont été nommés aux côtés de Rachel. |
| 6       | Sauvetage      | Le 42ème jour, Corin, Keeley et Rachel se sont affrontés dans la prochaine épreuve pour déterminer qui se sauverait de l'éviction. Pendant la compétition, Keeley s'est blessée à la cheville et a dû quitter la maison pour se faire soigner. Cette compétition a finalement été annulée. |
| 6       | Sorties        | - Le jour 42, Caoimhe a décidé de quitter la maison à pied. - Le 45ème jour, Keeley a décidé de ne pas retourner dans la maison après s'être fracturé la cheville. L'expulsion prévue a finalement été annulée. |
| 7       | Entrées        | Le 45ème jour, les colocataires ont dû choisir 3 nouveaux colocataires parmi 6 colocataires potentiels pour entrer dans la maison. JJ, Joel, Laura, Megan et Sam ont été choisis. Les colocataires ont choisi JJ, Jo et Laura pour entrer dans la maison. Ils sont entrés dans la maison le 45ème jour. |
| 7       | Tâches         | Les colocataires ont reçu leur septième mission de courses hebdomadaires, qui consistait à "Ignorer l'évidence". Ils devaient ignorer diverses distractions dans la maison, telles qu'un Brass band, un agent immobilier faisant visiter la maison à des acheteurs potentiels, des touristes se promenant dans la maison pour prendre des photos, Marcus Bentley conduisant ses narrations depuis la maison, Davina McCall animant une partie de l'émission d'élimination depuis la maison, et une performance de Jedward. Les candidats ont réussi à faire leurs courses. |
| 7       | Nominations    | Les colocataires nommés pour la septième fois. Ben, Dave, John James et Steve ont reçu le plus grand nombre de nominations et ont été désignés pour l'élimination. |
| 7       | Sauvetage      | Ben, Dave, John James et Steve se sont affrontés dans la "bataille des mariées" pour déterminer qui se sauverait de l'éviction. Steve a remporté la compétition et s'est sauvé de l'éviction. Il a ensuite désigné Andrew pour prendre sa place, ce qui signifie qu'Andrew, Ben, Dave et John James ont été soumis au vote du public. |
| 7       | Sorties        | - Le jour 50, Laura a quitté la maison. - Le jour 52, Ben a été expulsé de la maison, recevant 52% des votes du public pour l'expulser. |
| 8       | Entrées        | Le jour 52, Sam est entré dans la maison. |
| 8       | Tâches         | - Les colocataires se sont vus confier une tâche d'endurance dans la cour de récréation. Andrew a remporté cette tâche. - Cette semaine, les colocataires se sont vus confier leur huitième tâche de courses hebdomadaires, dans laquelle ils devaient incarner des personnages de romans de Charles Dickens. Dans ce cadre, John James et Rachel ont dû s'asseoir sur une chaise de salle à manger pendant 24 heures pour incarner Miss Havisham, le personnage des Grandes Espérances. Corin a dû incarner Scrooge et distribuer des pièces de monnaie lorsque les autres mendiaient. Les autres colocataires devaient interpréter "Consider Yourself" d'Oliver Twist et faire en sorte que la vidéo soit visionnée au moins 100 000 fois sur le site Internet de Big Brother. Les colocataires ont réussi à faire leurs courses. |
| 8       | Nominations    | Les candidats nommés pour la huitième fois. John James, Mario et Rachel ont reçu le plus grand nombre de nominations et ont été désignés pour l'éviction. |
| 8       | Sauvetage      | John James, Mario et Rachel se sont affrontés dans une épreuve visant à déterminer qui se sauverait de l'éviction. Mario a remporté la compétition et s'est sauvé de l'éviction. Il a ensuite désigné Dave pour prendre sa place, ce qui signifie que Dave, John James et Rachel ont été soumis au vote du public. |
| 8       | Sorties        | Le jour 59, Rachel a été expulsée de la maison, recevant 58,5% du vote du public pour l'expulsion. |
| 9       | Tâches         | Les colocataires se sont vus confier leur neuvième mission de shopping hebdomadaire. Les colocataires se sont affrontés pour devenir l'ultime colocataire de la pantomime. JJ et John James ont gagné et participé à la course de chevaux de la pantomime annuelle au Sandown Park Race Course. Les colocataires ont réussi leur mission de shopping. |
| 9       | Nominations    | Les candidats sont nommés pour la neuvième fois. Dave, JJ, Jo et Mario ont reçu le plus grand nombre de nominations et ont été désignés pour l'éviction. |
| 9       | Sauvetage      | JJ, Jo et Mario se sont affrontés dans une tâche visant à déterminer qui se sauverait de l'éviction. Dave a été exclu de la compétition après avoir tenté d'influencer les nominations. Mario a remporté la compétition et s'est sauvé de l'éviction. Il a ensuite désigné Sam pour prendre sa place, ce qui signifie que Dave, JJ, Jo et Sam se sont retrouvés face au vote du public. |
| 9       | Sorties        | Le jour 66, Jo a été expulsé de la maison, recevant 39,2% des votes du public pour l'expulsion. |
| 10      | Rebondissement | Le jour 66, les colocataires devaient choisir un colocataire qui recevrait un ticket pour la finale. Tout le monde a choisi Josie, ce qui signifie qu'elle a gagné un ticket pour la finale. |
| 10      | Tâches         | Le 71e jour, les anciens colocataires Ben, Nathan et Rachael sont revenus dans la maison dans le cadre d'une tâche. |
| 10      | Nominations    | Cette semaine, il n'y a pas eu de nominations. Au lieu de cela, tous les colocataires, à l'exception de Josie qui avait un ticket pour la finale, ont été désignés pour l'éviction, ce qui signifie qu'Andrew, Corin, Dave, JJ, John James, Mario, Sam et Steve ont été confrontés au vote du public. Par conséquent, aucun concours de sauvetage n'a eu lieu. |
| 10      | Sauvetage      | Le jour 73, Steve, Corin, Sam et John James ont été expulsés de la maison, recevant respectivement 9,8 %, 20,6 %, 14,6 % et 34,2 % des votes du public pour les expulser. |
| 11      | Sorties        | Le jour 77, Andrew a quitté la maison à la cinquième place, JJ a quitté la maison à la quatrième place et Mario a quitté la maison à la troisième place. Il a été révélé que Josie était la gagnante, laissant Dave comme second. |

### Inondation de la maison
Dans la soirée du 70e jour, la maison a subi une pluie torrentielle qui a entraîné l'évacuation des colocataires vers un endroit proche de l'enceinte de Big Brother, en raison d'une grave inondation qui a provoqué des fuites dans la chambre à coucher et le salon à cause du toit. Après plusieurs heures, les colocataires sont revenus dans la maison. Pendant le reste du jour 70 et la majeure partie du jour 71, les colocataires n'ont eu accès qu'à la grande salle de travail (sous la forme d'une chambre improvisée), au jardin, aux toilettes du jardin et à la petite salle de travail située à côté (anciennement le trou de taupe, servant de petite salle de travail de remplacement pour celle située à côté de la salle d'agenda) et au nid (sous la forme d'une salle d'agenda improvisée). Pour éviter que les conversations avec Big Brother dans le nid ("salle du journal") ne soient entendues par les autres colocataires, lorsqu'un colocataire souhaitait utiliser le nid ("salle du journal"), les autres devaient se rendre dans la grande salle de travail ("chambre").
À 20 h 33, le 71e jour, les colocataires sont autorisés à accéder à l'ensemble de la maison.
Dans l'émission Big Brother's Little Brother on Day 71, George Lamb a interviewé le directeur de la création de Big Brother, Phil Edgar-Jones. George a demandé quelle était la cause de la fuite et Phil a répondu : "Certains colocataires jetaient des chaussettes sur le toit, les chaussettes sont restées coincées dans la gouttière et à cause de cela, l'eau ne pouvait pas s'écouler, elle s'est donc accumulée sur le toit" Phil a également souligné l'étendue de l'inondation en montrant qu'environ six pouces d'eau s'étaient accumulés dans les lits des colocataires.

## Tableau des nominations
|                                          | Semaine 1                     | Semaine 2                   | Semaine 3                      | Semaine 4                    | Semaine 5                 | Semaine 6                                | Semaine 7                     | Semaine 8                    | Semaine 9                | Semaine 10                                             | Semaine 11 (Finale)            | Semaine 11 (Finale)            | Nominations totales |
| ---------------------------------------- | ----------------------------- | --------------------------- | ------------------------------ | ---------------------------- | ------------------------- | ---------------------------------------- | ----------------------------- | ---------------------------- | ------------------------ | ------------------------------------------------------ | ------------------------------ | ------------------------------ | ------------------- |
| Josie                                    | Dave, Sunshin                 | Dave, Ben                   | Dave, Sunshine                 | Nathan, Corin                | Ife, Dave                 | Caoimhe, Dave                            | Ben, Mario                    | JJ, Andrew                   | JJ, Andrew               | Pas de nomination                                      | Gagnante (Jour 77)             | Gagnante (Jour 77)             | 5                   |
| Dave                                     | Govan, Rachael                | Govan, Shabby               | Shabby, Caoimhe                | Ife, Caoimhe                 | Ife, Corin                | Caoimhe, Keeley                          | Banni                         | Steve, Mario                 | Mario, Jo                | Pas de nomination                                      | Deuxième place (Jour 77)       | Deuxième place (Jour 77)       | 20                  |
| Mario                                    | Shabby, Corin                 | Govan, Shabby               | Corin, Shabby                  | Corin, Steeve                | Josie, Caoimhe            | Josie, Caoimhe                           | Ben, Steve                    | Josie, John James            | Dave, JJ                 | Pas de nomination                                      | Troisième place (Jour 77)      | Troisième place (Jour 77)      | 12                  |
| JJ                                       | Pas dans la maison            | Pas dans la maison          | Pas dans la maison             | Pas dans la maison           | Pas dans la maison        | Pas dans la maison                       | Exempt                        | Rachel, Steve                | Steve, Mario             | Pas de nomination                                      | Quatrième place (Jour 77)      | Quatrième place (Jour 77)      | 3                   |
| Andrew                                   | Pas Dans la maison            | Pas Dans la maison          | Pas Dans la maison             | Pas Dans la maison           | Exempt                    | Corin, Rachel                            | Rachel, Steve                 | Rachel, Mario                | Sam, Steve               | Pas de nomination                                      | Cinquième place (Jour 77)      | Cinquième place (Jour 77)      | 4                   |
| John James                               | Rachael, Shabby               | Caoimhe, Shabby             | Ben, Dave                      | Caoimhe, Ben                 | Corin, Ife                | Keeley, Corin                            | Ben, Andrew                   | Rachel, Mario                | Corin, Mario             | Pas de nomination                                      | Élimination (Jour 73)          | Élimination (Jour 73)          | 16                  |
| Sam                                      | Pas dans la maison            | Pas dans la maison          | Pas dans la maison             | Pas dans la maison           | Pas dans la maison        | Pas dans la maison                       | Pas dans la maison            | Exempt                       | Dave, Jo                 | Pas de nomination                                      | Élimination (Jour 73)          | Élimination (Jour 73)          | 2                   |
| Corin                                    | Caoimhe, Sunshine             | Ben, Mario                  | John James, Mario              | Caoimhe, John James          | Caoimhe, John James       | Caoimhe, Rachel                          | Rachel, Andrew                | Rachel, Jo                   | Sam, Jo                  | Pas de nomination                                      | Élimination (Jour 73)          | Élimination (Jour 73)          | 11                  |
| Steve                                    | Sunshine, Shabby              | Govan, Ben                  | Caoimhe, Shabby                | Ben, John James              | Ben, John James           | Caoimhe, Rachel                          | John James, Josie             | John James, Josie            | JJ, Mario                | Pas de nomination                                      | Élimination (Jour 73)          | Élimination (Jour 73)          | 12                  |
| Jo                                       | Pas dans la maison            | Pas dans la maison          | Pas dans la maison             | Pas dans la maison           | Pas dans la maison        | Pas dans la maison                       | Exempt                        | John James, Andrew           | Corin, Dave              | Élimination (Jour 66)                                  | Élimination (Jour 66)          | Élimination (Jour 66)          | 4                   |
| Rachel                                   | Pas dans la maison            | Pas dans la maison          | Pas dans la maison             | Pas dans la maison           | Exempt                    | Ben, Caoimhe                             | John James, Ben               | Mario, John James            | Élimination (Jour 59)    | Élimination (Jour 59)                                  | Élimination (Jour 59)          | Élimination (Jour 59)          | 9                   |
| Ben                                      | Shabby, Sunshine              | Govan, Shabby               | Nathan, Shabby                 | Ife, John James              | Ife, Steve                | John James, Steve                        | Steve, John James             | Élimination (Jour 52)        | Élimination (Jour 52)    | Élimination (Jour 52)                                  | Élimination (Jour 52)          | Élimination (Jour 52)          | 20                  |
| Laura                                    | Pas dans la maison            | Pas dans la maison          | Pas dans la maison             | Pas dans la maison           | Pas dans la maison        | Pas dans la maison                       | Exempt                        | Abandon (Jour 50)            | Abandon (Jour 50)        | Abandon (Jour 50)                                      | Abandon (Jour 50)              | Abandon (Jour 50)              | N/A                 |
| Keeley                                   | Pas dans la maison            | Pas dans la maison          | Pas dans la maison             | Pas dans la maison           | Exempt                    | Coimhe, John James                       | Blessure (Jour 45)            | Blessure (Jour 45)           | Blessure (Jour 45)       | Blessure (Jour 45)                                     | Blessure (Jour 45)             | Blessure (Jour 45)             | 2                   |
| Caoimhe                                  | Sunshine, David               | Sunshine, Ben               | Dave, Sunshine                 | Nathan, Ife                  | Ife, Corin                | Bannie                                   | Abandon (Jour 42)             | Abandon (Jour 42)            | Abandon (Jour 42)        | Abandon (Jour 42)                                      | Abandon (Jour 42)              | Abandon (Jour 42)              | 21                  |
| Ife                                      | Sunshine, Steve               | Ben, Dave                   | Dave, Sunshine                 | Caoimhe, Ben                 | Caoimhe, Ben              | Élimination (Jour 38)                    | Élimination (Jour 38)         | Élimination (Jour 38)        | Élimination (Jour 38)    | Élimination (Jour 38)                                  | Élimination (Jour 38)          | Élimination (Jour 38)          | 8                   |
| Nathan                                   | Sunshine, Ben                 | Sunshine, Ben               | Sunshine, Dave                 | Caoimhe, John James          | Élimination (Jour 31)     | Élimination (Jour 31)                    | Élimination (Jour 31)         | Élimination (Jour 31)        | Élimination (Jour 31)    | Élimination (Jour 31)                                  | Élimination (Jour 31)          | Élimination (Jour 31)          | 4                   |
| Shabby                                   | Sunshine, Dave                | Ben, Dave                   | Sunshine, Dave                 | Abandon (Jour 27)            | Abandon (Jour 27)         | Abandon (Jour 27)                        | Abandon (Jour 27)             | Abandon (Jour 27)            | Abandon (Jour 27)        | Abandon (Jour 27)                                      | Abandon (Jour 27)              | Abandon (Jour 27)              | 14                  |
| Sunshine                                 | Govan, Shabby                 | Caoimhe, Nathan             | Caoimhe, Shabby                | Élimination (Jour 24)        | Élimination (Jour 24)     | Élimination (Jour 24)                    | Élimination (Jour 24)         | Élimination (Jour 24)        | Élimination (Jour 24)    | Élimination (Jour 24)                                  | Élimination (Jour 24)          | Élimination (Jour 24)          | 17                  |
| Govan                                    | Sunshine, Dave                | Dave, Ben                   | Élimination (Jour 17)          | Élimination (Jour 17)        | Élimination (Jour 17)     | Élimination (Jour 17)                    | Élimination (Jour 17)         | Élimination (Jour 17)        | Élimination (Jour 17)    | Élimination (Jour 17)                                  | Élimination (Jour 17)          | Élimination (Jour 17)          | 6                   |
| Rachael                                  | Dave, Sunshine                | Élimination (Jour 10)       | Élimination (Jour 10)          | Élimination (Jour 10)        | Élimination (Jour 10)     | Élimination (Jour 10)                    | Élimination (Jour 10)         | Élimination (Jour 10)        | Élimination (Jour 10)    | Élimination (Jour 10)                                  | Élimination (Jour 10)          | Élimination (Jour 10)          | 2                   |
|                                          |                               |                             |                                |                              |                           |                                          |                               |                              |                          |                                                        |                                |                                |                     |
| Notes                                    | ø                             | ø                           | ø                              | ø                            | [ note 1 ]                | [ note 2 ]                               | [ note 3 ]                    | [ note 4 ]                   | [ note 5 ]               | [ note 6 ]                                             | [ note 7 ]                     | [ note 7 ]                     |                     |
| Nommés (Avant sauvetage et remplacement) | Dave, Shabby, Sunshine        | Ben, Dave, Govan, Shabby    | Dave, Shabby, Sunshine         | Caoimhe, John James          | Caoimhe, Corin, Ife       | Corin, Keeley, Rachel                    | Ben, Dave, John James, Steve  | John James, Mario, Rachel    | Dave, JJ, Jo, Mario      | ø                                                      | ø                              | ø                              |                     |
| Sauvé                                    | Dave                          | Shabby                      | Dave                           | Caoimhe                      | Caoimhe                   | Tâche abandonnée et nominations annulées | Steve                         | Mario                        | Mario                    | Josie                                                  | ø                              | ø                              |                     |
| Contre le vote du public                 | Rachael, Shabby, Sunshine     | Ben, Dave, Govan, Mario     | Caoimhe, Shabby, Sunshine      | John James, Nathan           | Corin, Ife, Mario         | Tâche abandonnée et nominations annulées | Andrew, Ben, Dave, John James | Dave, John James, Rachel     | Dave, JJ, Jo, Sam        | Andrew, Corin, Dave, JJ, John James, Mario, Sam, Steve | Andrew, Dave, JJ, Josie, Mario | Andrew, Dave, JJ, Josie, Mario |                     |
| Blessures                                | ø                             |                             |                                | Shabby                       | ø                         | Caoimhe, Keeley                          | Laura                         | ø                            | ø                        | ø                                                      | ø                              | ø                              |                     |
| Éliminés                                 | Rachael 37,5%pour élimination | Govan 72,0%pour élimination | Sunshine 42,0%pour élimination | Nathan 89,0%pour élimination | Ife 56,5%pour élimination | Élimination annulée                      | Ben 52,0%pour élimination     | Rachel 58,5%pour élimination | Jo 39,4%pour élimination | Steve 9,8%pour élimination                             | Andrew 3,9%(sur 5)             | JJ 4,5%(sur 5)                 |                     |
| Éliminés                                 | Rachael 37,5%pour élimination | Govan 72,0%pour élimination | Sunshine 42,0%pour élimination | Nathan 89,0%pour élimination | Ife 56,5%pour élimination | Élimination annulée                      | Ben 52,0%pour élimination     | Rachel 58,5%pour élimination | Jo 39,4%pour élimination | Corin 20,6%pour élimination                            | Mario 5,1%(sur 5)              | Dave 9,1%(sur 5)               |                     |
| Éliminés                                 | Rachael 37,5%pour élimination | Govan 72,0%pour élimination | Sunshine 42,0%pour élimination | Nathan 89,0%pour élimination | Ife 56,5%pour élimination | Élimination annulée                      | Ben 52,0%pour élimination     | Rachel 58,5%pour élimination | Jo 39,4%pour élimination | Sam 14,6%pour élimination                              | Josie 77,5%pour la victoire    | Josie 77,5%pour la victoire    |                     |
| Éliminés                                 | Rachael 37,5%pour élimination | Govan 72,0%pour élimination | Sunshine 42,0%pour élimination | Nathan 89,0%pour élimination | Ife 56,5%pour élimination | Élimination annulée                      | Ben 52,0%pour élimination     | Rachel 58,5%pour élimination | Jo 39,4%pour élimination | John James 34,2%pour élimination                       | Josie 77,5%pour la victoire    | Josie 77,5%pour la victoire    |                     |
| Sources                                  | [ 27 ]                        |                             | [ 28 ]                         | [ 29 ]                       | [ 30 ]                    | ,                                        | [ 33 ]                        |                              |                          |                                                        |                                |                                |                     |

## Notations
Ces chiffres d'audience sont tirés de BARB et incluent Channel 4 +1.
|                      | S1   | S1   | S2   | S3   | S4   | S5   | S6   | S7   | S8   | S9   | S10  | S11  |
| -------------------- | ---- | ---- | ---- | ---- | ---- | ---- | ---- | ---- | ---- | ---- | ---- | ---- |
| Samedi               |      | 2.31 | 2.57 | 1.97 | 2.1  | 2.18 | 1.98 | 2.06 | 2.07 | 1.95 | 1.93 | 2.21 |
| Dimanche             | 2.97 | 2.04 | 2.45 | 2.84 | 1.95 | 2.34 | 2.53 | 2.25 | 2.3  | 2.43 | 2.52 |      |
| Lundi                | 2.68 | 2.61 | 2.5  | 2.01 | 2.45 | 2.53 | 2.72 | 2.62 | 2.6  | 2.5  | 2.98 |      |
| Mardi                | 2.65 | 2.64 | 2.65 | 2.87 | 2.64 | 2.78 | 2.86 | 2.59 | 2.64 | 2.6  | 4.29 |      |
| Mercredi             | 4.89 | 2.29 | 2.42 | 2.76 | 1.87 | 2.72 | 2.83 | 2.74 | 2.75 | 2.5  | 2.72 |      |
| Jeudi                | 3.18 | 2.48 | 2.35 | 2.56 | 1.86 | 2.53 | 2.77 | 2.69 | 2.61 | 2.56 | 3.03 |      |
| Vendredi             | 2.51 | 3.01 | 2.43 | 2.47 | 2.73 | 2.85 | 2.57 | 2.86 | 2.69 | 2.76 | 3.3  |      |
| Vendredi             | 2.51 | 3.01 | 2.36 | 2.51 | 2.72 | 2.82 | 2.81 | 3.04 | 2.54 | 2.56 | 3.37 |      |
| Moyenne hebdomadaire | 2.9  | 2.9  | 2.43 | 2.48 | 2.38 | 2.52 | 2.58 | 2.69 | 2.52 | 2.48 | 2.74 | 3    |
| Moyenne générale     | 2.9  | 2.9  | 2.69 | 2.63 | 2.57 | 2.56 | 2.56 | 2.58 | 2.57 | 2.51 | 2.58 | 2.6  |
| Moyenne de la série  | 2.6  | 2.6  | 2.6  | 2.6  | 2.6  | 2.6  | 2.6  | 2.6  | 2.6  | 2.6  | 2.6  | 2.6  |